# Randall Terry
Randall A. Terry, né en 1959, est une personnalité américaine du mouvement anti-avortement. Il s'est présenté aux primaires républicaine dans quelques États (Oklahoma, Alaska, Missouri, et New Hampshire) pour devenir candidat à l'élection présidentielle américaine de 2012 et a recueilli 18 % des votes à ce titre en Oklahoma. Malheureusement aucune liste ne mentionne ces résultats.
Ancien vendeur de voitures d'occasion, il est le fondateur d'Operation Rescue.

## Œuvres
- Operation rescue, 1998, Witaker House, 288 p.